# 라건아
라건아(羅健兒, 1989년 2월 20일~)는 미국 출신 대한민국의 농구 선수로 포지션은 파워 포워드이다. 미국 이름은 리카도 프레스턴 래틀리프(영어: Ricardo Preston Ratliffe)이며 본관은 용인 나씨이다. 현재 KBL의 대구 한국가스공사 페가수스 소속으로 뛰고 있다.

## 생애
미국 버지니아주 햄프턴에서 태어난 래틀리프는 케커탄 고등학교(Kecoughtan High School)와 센트럴 플로리다 대학에서 선수생활을 하였다. 그곳에 있는 동안 그는 미국 국립단기대학체육협회에서 선정하는 first team All-American honors에 두번이나 선정되었다. 그는 2 학년때 경기당 평균 27.4 득점과 11.3 리바운드를 기록했다.
이후, 래틀리프는 미주리 대학교에 진학하여, 3학년 때 시즌 평균 10.6 득점, 6.0 리바운드를 기록하며 빅 12 컨퍼런스에서 올해의 신인상을 수상했다.
4학년 시즌에, 래틀리프는 미주리 대학교 농구팀 Tigers를 30승 5패의 기록으로 이끌었으며 빅 12 토너먼트의 챔피언이 되는 데 도움을 주었다. 래틀리프는 팀의 주전으로서 평균 13.9 점, 7.5 리바운드, 1.0 블록을 기록했다. 이러한 활약에 힘입어, 래틀리프는 All-Big 12 Second Team에 선정되었다. 해당 시즌 래틀리프의 필드골 성공률은 69.3 %였으며, 이는 2011-12 시즌의 해당 대학과 빅 12 컨퍼런스의 최고기록이었다.
정규 시즌이 끝나고 래틀리프는 2012년 Final Four에서 2012년 Reese's College All-Star Game에서 경쟁했다. 그는 서부 팀의 "Perfect Player"상을 받기 위해 21점을 얻었고 10리바운드를 얻었다.

## 프로 선수 경력
대학 생활이 끝난 후 래틀리프는 2012 NBA 드래프트에서 선정되지 않았다. 그러나 그는 한국 농구 리그에서 선발 된 최초의 미국 대학 농구선수였다. 그는 울산 모비스 피버스가 6위에 올랐고 2012-13 시즌에 프로 경력을 쌓기 시작했다. 래틀리프는 2014년에 William Jones Cup MVP에서 우승한 송창용과 문태영와 Best Five에서 합류했다. 윌리엄 존스 컵에서 평균 24.3 득점, 15.7 리바운드, 1.7 블록을 기록했다.
2016년 3월 5일, 래틀리프는 친척 사망 후 미국으로 떠나야만 했던 덴젤 볼스를 대신하기 위해 필리핀 프로농구의 스타 핫샷스에서 덴젤 볼스 대신에 뛰기도 했다.
2018년 1월, 래틀리프는 대한민국으로의 귀화가 확정되었다. 그는 '라건아'라는 한국 이름을 가지게 되었다.
그는 2019-2020 시즌 중반 팀 동료 이대성과 함께 전주 KCC 이지스로 이적하고, 이와 동시에, 전주 KCC 이지스의 리온 윌리엄스와 김국찬, 박지훈, 김세창이 울산 현대모비스 피버스로 이적하는 2:4 트레이드를 단행하였다.

## 사례
소셜 사이트 페이지에서 한국인들의 인종차별적 메시지에 시달려왔다고 밝혔다. 라건아는 비방 메시지는 무시하고 차단하지만 매일같이 쏟아지는 메시지를 견디기는 힘들다고 심정을 토로했다.